# Venera 8
Venera 8  foi uma sonda soviética do  Programa Vênera,  programa este que visava o estudo do planeta Vênus. Lançada no dia 27 de Março de 1972, a sonda pesava 1180 kg. A Venera 8 chegou a Vénus no dia 22 de Julho de 1972. Adentrou e pesquisou a atmosfera venusiana por 50 minutos, quando a pressão atmosférica (de 93 vezes a da Terra) e a também elevada temperatura do planeta a destruíram.

## Objetivos
A missão objetivava estudar com um mais sofisticado conjunto de mensuramentos científicos a atmosfera venusiana, tentando confirmar os dados das missões anteriores, particularmente os da Venera 7, que indicavam um ambiente extremamente hostil à vida em Vénus. Para aumentar as chances de sucesso, foram lançadas duas naves idênticas, com uma delas, a Cosmos 482, tendo falado em atingir a órbita terrestre. A Venera 8 acabou por ser a sonda remanescente.

## Nave espacial e subsistemas
Era similar em design à anterior Venera 7, com uma "nave mãe", ou "bus", à qual se ligava uma sonda de entrada atmosférica esférica abrigando o lander (veículo de pouso). Este lander foi desenhado para suportar altas pressões e temperaturas, bem como um eventual impacto violento com o solo, através do uso de uma única concha esférica sem costuras, soldas ou furos.Titânio foi usado na construção da estrutura resistente à pressão, e estava acompanhado de material capaz de absorver impactos. O lander, com uma massa de 495 kg, teria escotilha superior ejetada para expor um pequeno paraquedas de 2,5 m2 . A instrumentação do lander incluía termômetro, barômetro, sensores de luminosidade, altímetro, anemômetro, espectrômetro de raios gama, analisador de gás e transmissores de rádio . A nave mãe, por sua vez, tinha detectores de vento solar e de raios cósmicos, bem com um espectrômetro em ultravioleta.